# Marc Sleen Museum
Het Marc Sleen Museum (Frans: Musée Marc Sleen) is een voormalig stripmuseum gelegen in de Belgische hoofdstad Brussel, gewijd aan het werk van de Belgische striptekenaar Marc Sleen. Het opende in 2010 en sloot in het najaar van 2024.

## Geschiedenis

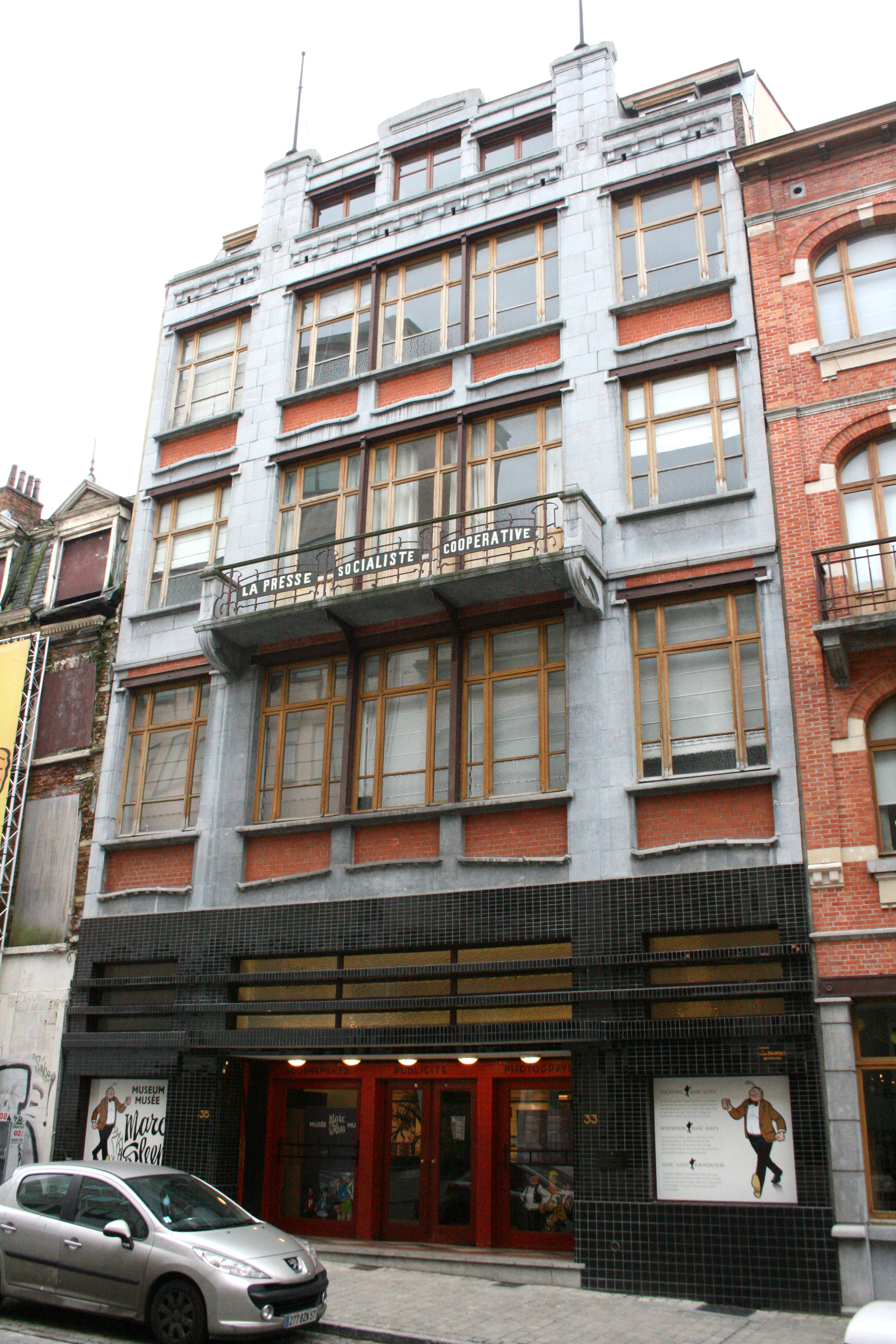
Het museum in de voormalige gebouwen van Le Peuple (2011)

In 1905 ontwierp architect Richard Pringiers het gebouw in de Brusselse Zandstraat waar de krant Le Peuple algauw zijn intrek nam. In 1931 werd het gebouw verbouwd door de architecten Fernand Brunfaut en Maxime Brunfaut. Marc Sleen tekende vanaf de jaren 40 voor de krant De Nieuwe Gids en verscheidene tijdschriften in die straat. Zijn stripreeksen werden daar dus ook oorspronkelijk getekend. In 1989 werd daar aan de overkant het Belgisch Centrum voor het Beeldverhaal geopend. Toen Sleen in 2002 zijn stripreeks Nero stopzette, wilde hij aanvankelijk zijn collectie doneren aan dat stripmuseum. Hij bedacht zich echter, wat de aanzet gaf tot de oprichting van zijn eigen museum.
Aanvankelijk ging het dossier via de Vlaamse Regering, maar de plannen van toenmalig minister van Cultuur Bert Anciaux – meer bepaald om het museum in Turnhout of Hoeilaart (Sleens laatste woonplaats) onder te brengen – strookten niet met de wil van Sleen. Vervolgens pleitte Neroliefhebber en Brussels politicus Guy Vanhengel bij het Brusselse parlement, waarna het Brusselse gewest het pand aankocht waar het museum zich zou vestigen. In juni 2009 werd het museum geopend in de voormalige gebouwen van Le Peuple. 
De Stichting Marc Sleen beheerde dit museum aanvankelijk met het Belgisch Stripcentrum. De bezoekerscijfers daalden naar ongeveer 3000 per jaar, waarna deze samenwerking begin 2018 werd stopgezet. Hierop liet de stichting het beheer over aan stripauteur Alec Severin en striphandelaar Erik Deneyer. In 2019 bezochten ruim 17.000 bezoekers het museum. Wegens meningsverschillen tussen de stichting en het tweetal wordt deze samenwerking in april 2020 stopgezet. Tevens worden de subsidies voor het museum van het Brussels Gewest in 2022 stopgezet. De stopzetting van die subsidies betekenen niet per se de sluiting van dit museum. In juli 2020 kwamen er naast de tentoonstelling ook ateliers voor pas afgestudeerde stripauteurs van Sint-Lukas en het Institut Saint-Luc. Het initiatief kreeg de Knalgele Kubus als naam, wat een verwijzing is naar het gebruik van kleuren in veel titels van Nero-albums. Bezoekers kunnen er de artiesten zien werken. De bedoeling was dat er ook masterstudenten van Sint-Lukas en Saint-Luc stage konden lopen. Het museum zette verder nog in op tijdelijke tentoonstellingen.
In januari 2023 werd bekend gemaakt dat het museum zou sluiten en geïntegreerd zou worden in het Belgisch Stripcentrum, intussen Stripmuseum genoemd. Het Stripmuseum kon het museum in 2024 kopen voor een gunstige prijs, met de voorwaarde het om te vormen tot "Huis Marc Sleen". Het moet gebruikt worden voor stripgerelateerde activiteiten en in de kelder blijft Marc Sleens tekenatelier. Na acht jaar is het museum vrij om het zelf in te vullen. De stichting rond Sleen kreeg voor 2024 een laatste keer subsidies en wil na de verkoop haar werking stopzetten. De originelen komen in het beheer van de Koning Boudewijnstichting.

## Collectie
Het museum omvat een permanente tentoonstelling en tijdelijke tentoonstellingen. De permanente tentoonstelling gaat over het leven en het werk van Marc Sleen. Naast de stripreeks Nero wordt er ook aandacht besteed aan andere stripreeksen zoals Piet Fluwijn en Bolleke, Oktaaf Keunink en De Lustige Kapoentjes. Verder wordt er aandacht besteed aan enkele terugkerende thema's uit Sleens werk: politieke cartoons, safari en de Ronde van Frankrijk.
Het museum bezit ook zo'n 15.000 originelen van Sleen. Een selectie daarvan wordt beurtelings tentoongesteld in de plaatselijke galerij.

## Nerowandeling
Sinds 2011 organiseert het museum een wandeling door Brussel, die voert langs locaties die een rol spelen in de Nero-strips.

## Trivia
- In 1996 verscheen het stripalbum Het spook uit de Zandstraat van Sleen dat zich in het gebouw afspeelde waar het museum nu gevestigd is.[18] In 2009 bracht het museum het album opnieuw uit. Dirk Stallaert tekende een nieuwe kaft met het museum op de achtergrond.[19][20]
- In 2017 werd het atelier van Marc Sleen gereconstrueerd in de kelder van het museum.[21][22]